# 2016-os GP2 európai nagydíj
A 2016-os GP2 európai nagydíj volt a 2016-os GP2-szezon harmadik futama. A versenyeket június 17. és 19. között rendezték Bakuban. A főversenyt és a sprintversenyt is egyaránt Antonio Giovinazzi nyerte.

## Időmérő
Az európai nagydíj időmérő edzését június 17-én, délután tartották. A pole-pozíciót Antonio Giovinazzi szerezte meg Macusita Nobuharu és Szergej Szirotkin előtt.
| Helyezés | Rajtszám | Versenyző          | Csapat              | Idő      | Különbség | Körök |
| -------- | -------- | ------------------ | ------------------- | -------- | --------- | ----- |
| 1.       | 20       | Antonio Giovinazzi | Prema Racing        | 1:51,752 | –         | 12    |
| 2.       | 1        | Macusita Nobuharu  | ART Grand Prix      | 1:51,841 | +0,089    | 10    |
| 3.       | 2        | Szergej Szirotkin  | ART Grand Prix      | 1:52,532 | +0,780    | 11    |
| 4.       | 9        | Raffaele Marciello | Russian Time        | 1:52,555 | +0,803    | 11    |
| 5.       | 15       | Luca Ghiotto       | Trident             | 1:52,691 | +0,939    | 13    |
| 6.       | 22       | Oliver Rowland     | MP Motorsport       | 1:52,739 | +0,987    | 11    |
| 7.       | 19       | Marvin Kirchhöfer  | Carlin              | 1:52,756 | +1,004    | 11    |
| 8.       | 21       | Pierre Gasly       | Prema Racing        | 1:52,760 | +1,008    | 11    |
| 9.       | 3        | Norman Nato        | Racing Engineering  | 1:52,929 | +1,177    | 13    |
| 10.      | 18       | Sergio Canamasas   | Carlin              | 1:52,962 | +1,210    | 11    |
| 11.      | 4        | Jordan King        | Racing Engineering  | 1:52,962 | +1,210    | 11    |
| 12.      | 10       | Artyom Markelov    | Russian Time        | 1:53,040 | +1,288    | 13    |
| 13.      | 5        | Alex Lynn          | DAMS                | 1:53,092 | +1,340    | 10    |
| 14.      | 6        | Nicholas Latifi    | DAMS                | 1:53,226 | +1,474    | 11    |
| 15.      | 7        | Mitch Evans        | Campos Racing       | 1:53,401 | +1,649    | 13    |
| 16.      | 12       | Arthur Pic         | Rapax               | 1:53,702 | +1,950    | 12    |
| 17.      | 23       | Daniël de Jong     | MP Motorsport       | 1:54,000 | +2,248    | 12    |
| 18.      | 25       | Jimmy Eriksson     | Arden International | 1:54,034 | +2,282    | 12    |
| 19.      | 11       | Gustav Malja       | Rapax               | 1:54,213 | +2,461    | 12    |
| 20.      | 8        | Sean Gelael        | Campos Racing       | 1:54,717 | +2,965    | 11    |
| 21.      | 24       | Nabil Jeffri       | Arden International | 1:55,333 | +3,581    | 14    |
| 22.      | 14       | Philo Paz Armand   | Trident             | 1:57,692 | +5,940    | 4     |

## Főverseny
Az európai nagydíj főversenyét június 18-án, délelőtt tartották. Giovinazzi nem rajtolt jól az élről, visszaesett a hatodik helyre, miközben Macusita vette át a vezetést Marciello előtt. Szirotkin is szörnyen rajtolt, ellenben Natóval, aki több helyet is javított rajthelyéhez képest, de az első kanyarban megforgott, előidézve ezzel a káoszt. Lynn próbálta elkerülni a francia autóját, így a gumifalban végezte, továbbá még Kirchhöfer is eltalálta őt hátulról. A pálya közepén Gasly-nak is lassítania kellett, de a mögötte haladó Canamasas már nem tudta elkerülni a balesetet. Miután a biztonsági autó elhagyta a pályát Marciello átvette a vezetést, de a biztonsági autónak ismét a pályára kellett lépnie Armand kicsúszása miatt. Ezalatt a mezőny nagy része a boxba hajtott, kivéve a két Racing Engineering pilótát, akik emiatt kiállásuk után csak a mezőny végére tudtak visszatérni. Az újraindítás követően Pic és Markelov akadtak össze, ismét jöhetett a biztonsági autó. A következő restartnál Giovinazzi, Rowland és az alternatív gumi stratégiával köröző Jeffri is megelőzték Macusitát, az olasz pedig üldözőbe vette Marciellót. A 18. körben Giovinazzi az első kanyar külső ívén előzte meg riválisát és állt az élre. Pár kanyarral később Nato próbálta megelőzni csapattársát a hármas kanyarban, de ő bezárta előtte az ajtót, így a bajnokság éllovasa egy felfüggesztés töréssel pecsételte meg versenyét. Az újabb biztonsági autós szakasz után King találta el a falat, valamint Erikssonnak is problémái akadtak, ekkor márcsak tizen voltak versenyben. Végül Giovinazzi megszerezte saját és csapata első győzelmét. Szirotkin a hosszú egyenesben nagyot hajrázott és jött fel a második helyre megelőzve Marciellót. Mögöttük Rowland, Evans és Macusita ért célba, megelőzve az első pontjait szerző Gelaelt, de Jongot, Ghiottót és Malját.
| Helyezés                                      | Rajtszám | Versenyző          | Csapat              | Futott kör | Idő/Kiesés oka | Rajthely | Pont |
| --------------------------------------------- | -------- | ------------------ | ------------------- | ---------- | -------------- | -------- | ---- |
| 1.                                            | 20       | Antonio Giovinazzi | Prema Racing        | 26         | 1:03:05,420    | 1        | 25+4 |
| 2.                                            | 2        | Szergej Szirotkin  | ART Grand Prix      | 26         | +1,233         | 3        | 18   |
| 3.                                            | 9        | Raffaele Marciello | Russian Time        | 26         | +1,343         | 4        | 15   |
| 4.                                            | 22       | Oliver Rowland     | MP Motorsport       | 26         | +2,141         | 6        | 12   |
| 5.                                            | 7        | Mitch Evans        | Campos Racing       | 26         | +2,628         | 15       | 10   |
| 6.                                            | 1        | Macusita Nobuharu  | ART Grand Prix      | 26         | +3,110         | 2        | 8+2  |
| 7.                                            | 8        | Sean Gelael        | Campos Racing       | 26         | +5,808         | 20       | 6    |
| 8.                                            | 23       | Daniël de Jong     | MP Motorsport       | 26         | +6,663         | 17       | 4    |
| 9.                                            | 15       | Luca Ghiotto       | Trident             | 26         | +7,058         | 5        | 2    |
| 10.                                           | 11       | Gustav Malja       | Rapax               | 26         | +7,595         | 19       | 1    |
| 11.                                           | 25       | Jimmy Eriksson     | Arden International | 24         | Kicsúszás      | 18       |      |
| 12.                                           | 4        | Jordan King        | Racing Engineering  | 24         | Baleset        | 11       |      |
| Ki                                            | 3        | Norman Nato        | Racing Engineering  | 18         | Baleset        | 9        |      |
| Ki                                            | 24       | Nabil Jeffri       | Arden International | 14         | Kicsúszás      | 21       |      |
| Ki[1]                                         | 12       | Arthur Pic         | Rapax               | 7          | Baleset        | 16       |      |
| Ki                                            | 10       | Artyom Markelov    | Russian Time        | 7          | Baleset        | 12       |      |
| Ki                                            | 14       | Philo Paz Armand   | Trident             | 5          | Baleset        | 22       |      |
| Ki                                            | 18       | Sergio Canamasas   | Carlin Motorsport   | 0          | Baleset        | 10       |      |
| Ki                                            | 21       | Pierre Gasly       | Prema Racing        | 0          | Baleset        | 8        |      |
| Ki                                            | 6        | Nicholas Latifi    | DAMS                | 0          | Baleset        | 14       |      |
| Ki                                            | 19       | Marvin Kirchhöfer  | Carlin              | 0          | Baleset        | 7        |      |
| Ki                                            | 5        | Alex Lynn          | DAMS                | 0          | Baleset        | 13       |      |
| Leggyorsabb kör: Macusita Nobuharu (1:56,086) |          |                    |                     |            |                |          |      |

Megjegyzések:
- ↑ 1:  Arthur Pic 3 rajthelyes büntetésben részesült a Markelovval való ütközése miatt.[2]

## Sprintverseny
Az európai nagydíj sprintversenyét június 19-én, délután tartották. De Jong megtartotta vezető helyét a rajtnál, de a mellőle induló Gelaelt Macusita, Evans és Rowland is átugrotta. A legrosszabb rajtot egyértelműen az előző napi nyertes, Giovinazzi produkálta, aki majdnem a rajtrácson maradt, végül a huszadik helyen rangsorolták az első kör végén. Nyugalmasabban teltek az első körök, amikor is a hetedik kör első kanyarjában King próbálta megelőzni Erikssont, de összeakadtak, jöhetett az első biztonsági autós szakasz. Az újraindításnál Macusita túl korán lépett a gázra és a mezőny utolérte a biztonsági autót. Mindenki nagyot fékezett, az MP Motorsport pilótái viszont nagyon megzavarodtak, mindketten elfékezték az első kanyart, de Jong a bukótérből csak az utolsó helyre tudott visszatérni. Armand a főversenyhez hasonlóan ismét kicsúszott, megint jöhetett a biztonsági autó. Ezúttal Macusita túl sokáig várt, sőt miután a gázra lépett lefékezett és melegíteni kezdte a gumijait. Mindenki lefékezett, a legrosszabbul azonban Malja járt, aki belecsúszott Evans autójába, majd első szárny nélkül még Gelael autóját is eltalálta. Újra pályán a biztonsági autó. Az újraindítást ezúttal mindenki megúszta baleset nélkül, kivéve Macusitát, aki Marciellóval ütközött, ezért ki kellett állnia a versenyből. A vezetést Gasly vette át, aki Giovinazzit és Szirotkint megelőzve haladt az élen. Giovinazzi az utolsó körökben komolyan támadta csapattársát, aki az első kanyart elfékezve vesztette el a győzelmet érő helyét. Giovinazzi majdnem tökéletes hétvégével behúzta újabb győzelmét Gasly és Szirotkin előtt. Mögöttük King, Markelov, Sergio Canamasas és az első pontjait szerző Jeffri szelték át a célvonalat.
| Helyezés                                       | Rajtszám | Versenyző          | Csapat              | Körök | Idő/Kiesés oka | Rajthely | Pont |
| ---------------------------------------------- | -------- | ------------------ | ------------------- | ----- | -------------- | -------- | ---- |
| 1.                                             | 20       | Antonio Giovinazzi | Prema Racing        | 21    | 44:49,606      | 8        | 15+2 |
| 2.                                             | 21       | Pierre Gasly       | Prema Racing        | 21    | +1,763         | 18       | 12   |
| 3.                                             | 2        | Szergej Szirotkin  | ART Grand Prix      | 21    | +4,179         | 7        | 10   |
| 4.                                             | 4        | Jordan King        | Racing Engineering  | 21    | +5,672         | 12       | 8    |
| 5.                                             | 10       | Artyom Markelov    | Russian Time        | 21    | +14,809        | 15       | 6    |
| 6.                                             | 18       | Sergio Canamasas   | Carlin              | 21    | +16,151        | 17       | 4    |
| 7.                                             | 24       | Nabil Jeffri       | Arden International | 21    | +17,693        | 14       | 2    |
| 8.                                             | 12       | Arthur Pic         | Russian Time        | 21    | +18,240        | 20       | 1    |
| 9.                                             | 5        | Alex Lynn          | DAMS                | 21    | +19,856        | 22       |      |
| 10.                                            | 19       | Marvin Kirchhöfer  | Carlin              | 21    | +22,745        | 21       |      |
| 11.                                            | 9        | Raffaele Marciello | Russian Time        | 21    | +23,645        | 6        |      |
| 12.                                            | 15       | Luca Ghiotto       | Trident             | 21    | +26,490        | 9        |      |
| 13.                                            | 6        | Nicholas Latifi    | DAMS                | 21    | +28,862        | 19       |      |
| 14.                                            | 23       | Daniël de Jong     | MP Motorsport       | 21    | +52,851        | 1        |      |
| 15.                                            | 22       | Oliver Rowland     | MP Motorsport       | 20    | Kiállt         | 5        |      |
| Ki                                             | 1        | Macusita Nobuharu  | ART Grand Prix      | 13    | Baleset        | 3        |      |
| Ki                                             | 7        | Mitch Evans        | Campos Racing       | 12    | Kiállt         | 4        |      |
| Ki                                             | 8        | Sean Gelael        | Campos Racing       | 11    | Baleset        | 2        |      |
| Ki                                             | 11       | Gustav Malja       | Rapax               | 11    | Baleset        | 10       |      |
| Ki                                             | 14       | Philo Paz Armand   | Trident             | 9     | Kicsúszás      | 16       |      |
| Ki                                             | 3        | Norman Nato        | Racing Engineering  | 9     | Kiállt         | 13       |      |
| Ki                                             | 25       | Jimmy Eriksson     | Arden International | 7     | Baleset        | 11       |      |
| Leggyorsabb kör: Antonio Giovinazzi (1:54,792) |          |                    |                     |       |                |          |      |

## A bajnokság állása
(Teljes táblázat)
| H  | Versenyzők         | Pont | H  | Konstruktőrök      | Pont |
| -- | ------------------ | ---- | -- | ------------------ | ---- |
| 1. | Artyom Markelov    | 54   | 1. | Russian Time       | 97   |
| 2. | Norman Nato        | 49   | 2. | Prema Racing       | 91   |
| 3. | Antonio Giovinazzi | 46   | 3. | Racing Engineering | 73   |
| 4. | Pierre Gasly       | 45   | 4. | ART Grand Prix     | 64   |
| 5. | Raffaele Marciello | 43   | 5. | DAMS               | 61   |